# Оскар Сала
Оскар Сала (18 юли 1910 – 26 февруари 2002) е германски физик, композитор и пионер на електронната музика. Инструментът, на който свири – траутониум, е ранен предшественик на синтезатора.

## Образование
Сала е роден в Грайц, Тюрингия, Германия. В юношеските си години учи пиано и орган и изпълнява класически клавирни концерти. През 1929 г. се премества в Берлин, за да учи пиано и композиция при композитора и цигулар Паул Хиндемит в Берлинската консерватория. Интересува се от експериментите на д-р Фридрих Траутвайн, които има възможността да наблюдава в лабораторията на училището, и се учи да свири на електронния инструмент, изобретен от Траутвайн – траутониум.
На 20 юни 1930 г. Сала и Паул Хиндемит изнасят концерт в залата на Берлинската музикална академия, наречен „Neue Musik Berlin 1930″, чрез който представят траутониума пред публика. По-късно Сала осъществява турне в Германия, на което свири на траутониум. През 1931 г. изпълнява Концерта за траутониум и струнен квартет на Хиндемит; солира и в дебюта на обучаващия се при Хиндемит Харалд Гензмер „Концерт за траутониум и оркестър“.
Между 1932 и 1935 г. Сала учи физика в Берлинския университет и помага за разработването на „фолкстраутониум“ – вариант на траутониум, който Telefunken се надява да популяризира. През 1935 г. сглобява „радиотраутониум“, а през 1938 г. преносим модел, наречен „концерттраутониум“.

## Микстур-траутониум
През 1948 г. Сала доразвива траутониума в микстур-траутониум, с което проправя път на т. нар. субхармонични тонове, или субхармоници - симетричния двойник на обертоновете, а оттам и на възникването на напълно различна система на настройване.
Сала представя новия си инструмент на обществеността през 1952 г. и получава международни лицензи за своите схеми. Същата година Харалд Генцмер композира своя първия Концерт за микстур-траутониум и оркестър.
През 1950-те години на миналия век Сала изобретява и квартет-траутониум.

## Музика за филми и реклами
През 40-те и 50-те години на миналия век Сала интензивно композира филмова музика. През 1958 г. отваря собствено студио в Берлин, в което продуцира музиката за филми като Different from You and Me (1957) на Файт Харлан, Rosemary на Ролф Тийле (1959) и Das Indische Grabmal (1959) на Фриц Ланг. Сала е автор и на немузикалния саундтрак за филма на Алфред Хичкок „Птиците“.
Освен филмова музика, композира музика за реклами, сред които по-известна е тази към рекламата на германската марка цигари HB - Малкия човек на HB.
Получава множество награди за филмовата си музика, но така и не спечелва Оскар. Избран е за почетен сенатор на Берлин.

## Дискография
- Trautonium-Konzerte

(Wergo WER 286 266–2)
Концерт за траутониум и оркестър на Харалд Генцмер (1938/39) и Концерт за микстур-траутониум и голям оркестър (1952)
- Моят завладяващ инструмент

(Erdenklang 90340)
Съдържа негови собствени композиции, датиращи от 1955 до 1989 г
- Subharmonische Mixturen

(Erdenklang 70962)
Съдържа Langsames Stueck für Orchester und Rondo für Trautonium на Paul Hindemith (Бавна пиеса за оркестър и рондо за траутониум), собствени композиции на Сала, датиращи от 1992 до 1995 г., и неговия саундтрак към Der Wuerger von Schloss Dartmore.
- Elektronische Impressionen

(Telefunken 6.40023 AP)
7 Triostuecke für drei Traautonien (7 триопиеси за три траутониума), Konzertstueck fuer Trautonium und Streicher (Концерт за траутоний и струнни) на Хиндемит, написан през 1931 г. и записан през 1977 г. Съдържа и Elektronische Impressionen на Сала, 1978 г.
- Resonanzen

(1970, преиздание 1994, Originalton West OW027)
Съдържа Suite für Mixtur-Trautonium und elektronisches Schlagwerk и Resonanzen : Konzertante Musik für Mixtur-Trautonium und Elektronisches Orchester.

## Bъншни препратки
- The Legacy of Oskar Sala //  Deutsches Museum.   Посетен на 18 July 2022. (на английски)
- Oskar Sala в  Internet Movie Database

|  | Тази страница частично или изцяло представлява превод на страницата Oskar Sala в Уикипедия на английски. Оригиналният текст, както и този превод, са защитени от Лиценза „Криейтив Комънс – Признание – Споделяне на споделеното“, а за съдържание, създадено преди юни 2009 година – от Лиценза за свободна документация на ГНУ. Прегледайте историята на редакциите на оригиналната страница, както и на преводната страница, за да видите списъка на съавторите. ВАЖНО: Този шаблон се отнася единствено до авторските права върху съдържанието на статията. Добавянето му не отменя изискването да се посочват конкретни източници на твърденията, които да бъдат благонадеждни. |